# Myrmarachne insulana
Myrmarachne insulana là một loài nhện trong họ Salticidae.
Loài này thuộc chi Myrmarachne. Myrmarachne insulana được Carl Friedrich Roewer miêu tả năm 1942.